# فوينتي لا لانتشا (قرطبة)
بلدية فوينتي لا لانتشا (بالإسبانية: Fuente la Lancha)‏، هي إحدى بلديات مقاطعة قرطبة إحدى مقاطعات إسبانيا، و التي تقع في منطقة الأندلس جنوب إسبانيا.
يبلغ عدد سكانها 417 نسمة وفقاً لإحصائية سنة (2007).